# 陳浩然 (歌手)
陳浩然（英語：Tommy Chan，1992年10月2日—），香港歌手，星願事務所旗下合約歌手。

## 簡歷

### 背景
陳浩然跟父母同住，家中是獨子，爸爸擔任消防員，媽媽是家庭主婦。其曾就讀于順德聯誼總會胡兆熾中學，踏入中學開始，他每年也有參與田徑賽事，也多次參加校內及外既歌唱比賽，例如新城慈善K唱遊2009，他曾係考獲五級鋼琴。

### 入行經過
陳浩然參加2008年Yes!全港校花校草選舉得到冠軍，其後在First Cast兼職模特兒，在2009年加入星願事務所，2010年正式與李明蔚組隊成立小龍鳳。

## 音樂作品
- 網想愛
- 90後

## 公開活動
- Yes! School Tour
- Yes! 全港校花校草選舉
- Yes! 周年音樂會
- 動漫電玩節

## 廣告代言
- Levi's眼鏡 (2009)
- Sassoon Pink Angel

## 曾獲獎項
2008年
- Yes! 全港校花校草選舉 – 校草冠軍